# Томандерсия
Томандерсия (лат. Thomandersia) — род цветковых растений, единственный в семействе Томандерсиевые (Thomandersiaceae). Содержит 6 видов.
Род назван в честь шотландского ботаника Томаса Андерсона.

## Ареал
Виды рода Томандерсия — эндемики Центральной и Западной Африки.

## Ботаническое описание

### Вегетативные органы
Виды рода Томандерсия — кустарники, небольшие деревья, иногда лианы, высотой 0,5—15 м. Стебель круглый в поперечном сечении, у молодых растений может быть опушён. Растения содержат млечный сок.
Листья простые, расположены супротивно или крестообразно, иногда могут быть сидячими. Листовые пластинки удлинённо-эллиптической, обратнояйцевидной, иногда округлой, сердцевидной или эллиптической формы. Кончик листа конический или просто выпуклый. Основание листа клиновидное. Листья более или менее жёсткие. Цвет нижней и верхней стороны листа различен, нижняя сторона может быть опушена мелкими рассеянными волосками (особенно в области жилок). Край листа цельный или с тупыми зубцами. Главная жилка наиболее отчётливо видна у основания листа, у его конца она оказывается целиком погружённой в ткань листовой пластинки. Жилкование перистое или сетчатое.

### Соцветия и цветки
Соцветия — прямые, верхушечные или пазушные кисти, цветки могут располагаться более или менее свободно или же образовывать пирамидальную структуру. Цветки почти сидячие. Прицветники длиной около 1 мм, опушённые, треугольной формы. Прицветнички короче, чем 1 мм, также опушены, располагаются по обе стороны чашечки.
Чашечка колоколообразная, с пятью короткими треугольными лопастями. Она мясистая по структуре, может быть зелёного, фиолетового или коричневого цвета. Поверхность может быть опушена.
Венчик зигоморфный, двугубый, слегка кожистый, длиной 1—2 см, зеленоватого, белого, жёлтого, оранжевого, красного, розового или фиолетового цвета, часто с тёмными полосками. Трубка венчика может быть опушена. Верхняя губа имеет 2 лопасти, нижняя — 3.
Тычинок 4, они слегка выступают за венчик или не выступают совсем. Тычинки срастаются с трубкой венчика. Они могут быть голыми, с желёзками или опушёнными. Пыльники состоят из двух частей, открываются наружу продольной щелью. Пыльцевые зёрна эллиптические, слегка уплощённые с полюсов. Имеется стаминодий длиной около 1 мм.
Завязь верхняя, может быть покрыта волосками, заканчивается двулопастным рыльцем.
Семена чёрного, коричневого, оранжевого, жёлтого или кремового цвета. Диаметр семян составляет 2—5 мм. Внешняя поверхность семян покрыта округлыми выростами. Плод — коробочка.

## Систематическое положение
Традиционно род Томандерсия рассматривался в составе семейства Акантовые (Acanthaceae). Это основывалось на морфологических исследованиях многих авторов, в том числе и групп APG I (1998), APG II (2003). По данным Ботанического сада Миссури, этот род относился к семейству Шлегелиевые (Schlegeliaceae), однако Стивенс (англ. Stevens) утверждает, что такое систематическое положение томандерсии слабо аргументировано и рассматривает этот род в составе самостоятельного семейства Thomandersiaceae.
Впервые Sreemadhavan присвоил роду статус семейства (1976, 1977). Своё решение он подкреплял результатами исследований морфологии листа и пыльника. Позднее этот результат подтвердили Wortley и другие (2005, 2007), основываясь на данных филогенетического анализа генетического материала.

## Виды
- Thomandersia anachoreta
- Thomandersia butayei
- Thomandersia congolana
- Thomandersia hensii
- Thomandersia laurentii
- Thomandersia laurifolia